# Крапивниковый дрозд
Крапивниковый дрозд (лат. Zeledonia coronata) — вид певчих птиц, единственный в одноимённом роде (Zeledonia) и недавно выделенном семействе Zeledoniidae.
Обитает в Коста-Рике и западной части Панамы. Родовое название дано в честь коста-риканского орнитолога Хосе Кастуло Зеледона (1846—1923).

## Описание
Длина тела 12 см. Длина крыла у самцов составляет от 6 до 6,6 см, у самок — от 5,95 до 6,5 см. Взрослые и молодые птицы первого года имеют оранжево-красновато-коричневую окраску верха головы с чёрными полосами по бокам, бледное окологлазное кольцо. Остальные перья и оперение нижней стороны тёмно-серого цвета. Шея и верхнее оперение тёмно-оливковые. Округлые крылья и короткий хвост тёмно-коричневые с тёмно-оливковыми краями перьев, ноги тёмно-коричнево-телесного цвета, клюв черноватый.
Питается преимущественно насекомыми и пауками, которых находит в густом подлеске. Своё гнездо из мха, с боковым входом, предпочитает строить скрытным на покрытых мхом поверхностях. Сезон размножения длится с апреля по июнь. Кладка обычно состоит из двух коричневых белых яиц. Птенцы покидают гнездо через 17 дней.